# Pilosocereus lanuginosus
Pilosocereus lanuginosus ist eine Pflanzenart in der Gattung Pilosocereus aus der Familie der Kakteengewächse (Cactaceae). Das Artepitheton lanuginosus bedeutet ‚wollig behaart, kurzwollig, flaumig‘.

## Beschreibung
Pilosocereus lanuginosus wächst baumförmig, verzweigt aus einem Stamm und erreicht Wuchshöhen von bis zu 10 Metern. Die aufrechten Triebe sind anfangs stark blau, werden dann blaugrün und glauk und weisen Durchmesser von 6 bis 10 Zentimetern auf. Es sind meist 9 bis 13 Rippen vorhanden, die Querfurchen aufweisen. Die anfangs schwarz mit roten Dornen werden später grau oder sind gelb. Von den 1 bis 4 2 bis 7 Zentimeter langen Mitteldornen ist einer deutlich länger als die anderen und abwärts gerichtet. Die 9 bis 15 Randdornen sind 10 bis 20 Millimeter lang. Der blühfähige Teil der Triebe ist deutlich ausgeprägt und umfasst zwei bis drei Rippen. Aus den Areolen dort entspringen Dornen und eine weiße bis hellbraune, 2 bis 3 Zentimeter lange Wolle.
Die glockenförmigen weißen Blüten sind 6 bis 7,5 Zentimeter lang und erreichen Durchmesser von bis zu 4 Zentimetern. Die niedergedrückt kugelförmigen, mehr oder weniger purpurroten Früchte weisen Durchmesser von 3 bis 3,5 Zentimetern auf und enthalten ein mehr oder weniger purpurfarbenes Fruchtfleisch.

## Verbreitung, Systematik und Gefährdung
Pilosocereus lanuginosus ist in Curaçao, Trinidad sowie im Norden Südamerikas in Kolumbien, Venezuela, Ecuador und Peru verbreitet.
Die Erstbeschreibung als Cactus lanuginosus wurde 1753 von Carl von Linné in Species Plantarum veröffentlicht. Ronald Stewart Byles und Gordon Douglas Rowley stellten die Art 1957 in die Gattung Pilosocereus. Weitere nomenklatorische Synonyme sind Cereus lanuginosus (L.) Mill. (1768), Cereus lanuginosus (L.) Haw. (1812, nom. illeg), Pilocereus lanuginosus (L.) Rümpler (1886) und Cephalocereus lanuginosus (L.) Britton & Rose (1909).
In der Roten Liste gefährdeter Arten der IUCN wird die Art als „Least Concern (LC)“, d. h. als nicht gefährdet geführt.

## Nachweise